# Luhove, Bilohirsk
Luhove (în ucraineană Лугове) este un sat în comuna Rusakivka din raionul Bilohirsk, Republica Autonomă Crimeea, Ucraina.

## Demografie
Componența lingvistică a localității Luhove
     Rusă (67,57%)
     Tătară crimeeană (19,69%)
     Ucraineană (11,2%)
Conform recensământului din 2001, majoritatea populației localității Luhove era vorbitoare de rusă (67,57%), existând în minoritate și vorbitori de tătară crimeeană (19,69%) și ucraineană (11,2%).